# MBD3L4
MBD3L4 (англ. Methyl-CpG binding domain protein 3 like 4) – білок, який кодується однойменним геном, розташованим у людей на короткому плечі 19-ї хромосоми. Довжина поліпептидного ланцюга білка становить 208 амінокислот, а молекулярна маса — 23 121.
| 10         |  | 20         |  | 30         |  | 40         |  | 50         |
| ---------- |  | ---------- |  | ---------- |  | ---------- |  | ---------- |
| MGEPAFTSFP |  | SPPVLGKLKR |  | NMMPWALQKK |  | REIHMAKAHR |  | RRAARSALPM |
| RLTSCIFRRP |  | VTRIRSHPDN |  | QVRRRKGDEH |  | LEKPQQLCAY |  | RRLQALQPCS |
| SQGEGSSPLH |  | LESVLSILAP |  | GTAGESLDRA |  | GAERVRIPLE |  | PTPGRFPAVA |
| GGPTPGMGCQ |  | LPPPLSGQLV |  | TPADIRRQAR |  | RVKKARERLA |  | KALQADRLAR |
| QAEMLTCR   |  |            |  |            |  |            |  |            |

A: Аланін

C: Цистеїн

D: Аспарагінова кислота

E: Глутамінова кислота

F: Фенілаланін

G: Гліцин

H: Гістидин

I: Ізолейцин

K: Лізин

L: Лейцин

M: Метіонін

N: Аспарагін

P: Пролін

Q: Глутамін

R: Аргінін

S: Серин

T: Треонін

V: Валін

W: Триптофан

Кодований геном білок за функцією належить до репресорів. 
Задіяний у таких біологічних процесах, як транскрипція, регуляція транскрипції. 